# 长汀拟腹吸鳅
长汀拟腹吸鳅（学名：Pseudogastromyzon changtingensis）为平鳍鳅科拟腹吸鳅属的鱼类，是中国的特有物种。分布于韩江上游等。该物种的模式产地在福建长汀。其种加词“changtingensis”意为模式产地在福建长汀。

## 亚种
- 长汀拟腹吸鳅指名亚种（学名：Pseudogastromyzon changtingensis changtingensis），Liang于1942年命名，是中国的特有物种。分布于韩江上游等。该物种的模式产地在福建长汀。[2]
- 东陂拟腹吸鳅（学名：Pseudogastromyzon changtingensis tungpeiensis），Chen et Liang于1949年命名，是中国的特有物种。分布于北江水系等。该物种的模式产地在连县东坡。[3]